# (65664) 1986 RE5
(65664) 1986 RE5 là một tiểu hành tinh vành đai chính. Nó được phát hiện bởi Henri Debehogne ở Đài thiên văn La Silla ở Chile ngày 4 tháng 9 năm 1986.